# 프란체스코 톨도
프란체스코 톨도(이탈리아어: Francesco Toldo, 1971년 12월 2일 ~ )는 이탈리아의 은퇴한 축구 선수로 현역 시절 포지션은 골키퍼였다.

## 클럽 경력
톨도는 AC 밀란에서 선수 생활을 시작하였다. 하지만 AC 밀란에서 경기를 치른 적은 없었다. 그 대신 1991년부터 1993년까지 트렌토, 라벤나에 임대되어 그곳에서 활약했다. 톨도는 8시즌 동안 피오렌티나에서 주전 골키퍼로 활약하며 코파 이탈리아 2회 우승, UEFA 챔피언스 리그에 출전하는 등 활약하였다. 2001년에 피오렌티나가 파산 위기에 몰리자, 인테르나치오날레으로 이적하였다. 2005년까지 인테르나치오날레의 주전 골키퍼로 활약하다가, 브라질 출신의 줄리우 세자르가 이적한 이후로 벤치를 지키게 되었다. 한 때 팔레르모, AC 밀란, 피오렌티나로의 이적설이 돌았으나, 2006년 2월, 훌리우 세자르를 대신하여 다시 주전 자리를 되찾았으며, 인테르나치오날레과 연장 계약을 체결하였다. 이 계약으로 톨도는 인테르나치오날레에서 2009년까지 활약하게 되었다. 톨도는 세리에 A 유벤투스와의 경기에서 인저리 타임에 2-2 무승부를 이끈 동점골을 넣은 적이 있다.
2010년 7월 8일, 그는 공식적으로 은퇴를 선언함으로써 그의 선수 경력을 끝마쳤다.

## 국가대표 경력
2004년 말, 톨도는 이탈리아 축구 국가대표팀에서의 28번째 경기를 치렀다. 잔루카 팔류카, 안젤로 페루치, 잔루이지 부폰과 같은 훌륭한 골키퍼와의 경쟁하면서도, 그는 네덜란드와 벨기에에서 열린 유로 2000의 주전 골키퍼로 활약하였다. 부폰이 유로 2000이 시작 8일전에 노르웨이와의 경기에서 손 부상을 입었기 때문이었다. 톨도는 이탈리아 대표팀을 유로 2000 결승까지 이끌었다. 네덜란드와의 준결승 전에서 페널티킥 하나를 막았으며, 승부차기에서 두번을 막아내며 맹활약하였다. 하지만 프랑스와의 결승전 경기에서는 실뱅 윌토르의 결정적인 슛을 막지 못하여 이탈리아가 거의 이길듯 했던 경기를 연장전으로 돌입하게 하였다. 결국 프랑스는 연장전에 다비드 트레제게의 결승골로 우승을 차지하였다.
톨도는 1998 FIFA 월드컵, 2002 FIFA 월드컵, 유로 2004의 후보 선수였으나 경기에는 출전하지 못하였다.

## 수상
피오렌티나
- 코파 이탈리아 : 1995-96, 2000-01
- 수페르코파 이탈리아나 : 1996

인테르나치오날레
- 세리에 A : 2005-06, 2006-07, 2007-08, 2008-09, 2009-10
- 코파 이탈리아 : 2004-05, 2005-06, 2009-10
- 수페르코파 이탈리아나 : 2005, 2006, 2008
- UEFA 챔피언스리그 : 2009-10

 이탈리아
- UEFA 유로 2000 준우승

개인
- UEFA 유로 2000: vs. 네덜란드 (준결승전) 맨 오브 더 매치
- UEFA 유로 2000 올스타 팀
- 2000년 세리에 A 올해의 골키퍼
- 2000년 IFFHS 세계 최우수 골키퍼